# 미나미마쓰모토역
미나미마쓰모토역(일본어: 南松本駅)은 일본 나가노현 마쓰모토시에 있는, 동일본 여객철도의 철도역이다. 시노노이 선이 지나간다. 일본화물철도도 화물 업무를 보고 있다.

## 역 구조
섬식 1면 2선 구조의 지상역이다. 역사와 승강장은 과선교로 이어져 있다. 마쓰모토역이 관리하며, 역 업무는 나가노 개발이 대신 하고 있다. 자동개찰기, 초록 창구(영업시간 오전 7시 30분 ~ 오후 5시 40분)가 있다.

### 승강장
| 1 | ■ 시노노이 선 | 마쓰모토 · 시노노이 · 나가노 방면                         |
| 2 | ■ 시노노이 선 | 시오지리 · 다쓰노 · 나카쓰가와 · 오카야 · 고부치자와 방면 |

## 화물 업무
일본화물철도의 시설은 여객 승강장 동쪽에 있다. 1960년대에 근처의 여러 역에 산재해 있던 석유, 시멘트 판매 회사들의 전용선을 모두 미나미마쓰모토 역까지 연장시켰으며, 1970년대에는 한때 17개의 전용선이 미나미마쓰모토 역으로 이어지기도 했다. 컨테이너 적하장은 2면 2선 구조이다. 본선과 하역선은 히라타역 방향의 인상선을 통해 연결된다.

## 역세권 정보
- 국도 제19호선
- 마쓰모토시립 남부 도서관, 남부 체육관

## 역사
- 1944년 9월 1일 - 일본국유철도 시노노이 선의 무라이 역과 마쓰모토 역 사이에 새로이 개업했다.
- 1987년 4월 1일 - 민영화에 따라 동일본 여객철도의 소속이 되었다.

## 인접역
| 동일본 여객철도 시노노이 선 | 동일본 여객철도 시노노이 선 | 동일본 여객철도 시노노이 선     |
| --------------------------- | --------------------------- | ------------------------------- |
| 히라타 시오지리 방면        | ■ 보통                      | 마쓰모토 시노노이 · 나가노 방면 |